# 1804

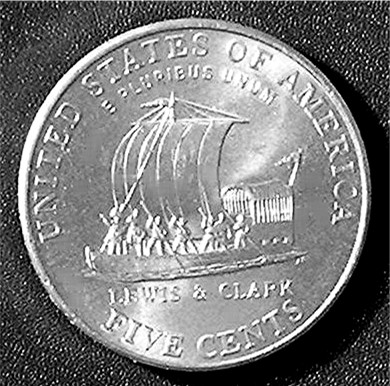
Lewis en Clarck expeditie afgebeeld op 5 dollar-cent munt

Het jaar 1804 is het 4e jaar in de 19e eeuw volgens de christelijke jaartelling.

## Gebeurtenissen
januari
- 1 - De opstandelingenleider Jean-Jacques Dessalines roept de onafhankelijkheid van Haïti uit. Het wordt de eerste zwarte republiek en het tweede onafhankelijke land in Noord-Amerika na de Verenigde Staten. President Jefferson kondigt prompt een handelsembargo af.
- 5 - De regerende dynastie van het graafschap Stolberg-Gedern sterft uit. Het graafschap komt aan de tak Stolberg-Wernigerode
- 20 - Het landgraafschap Hessen-Darmstadt bezet het burggraafschap Friedberg.

februari
- 21 - Richard Trevithick laat de eerste stoomlocomotief rijden bij de pen-y-darren IJzermijn in Wales. Er liggen daar al gietijzeren rails voor een paardentreintje. Maar de loc is daarvoor te zwaar en dus zijn er veel stremmingen.
- februari - Groot-Brittannië sticht een strafkolonie op Tasmanië.

maart
- 10 - In St. Louis wordt plechtig de gebiedoverdracht van het Louisiana Territorium van Frankrijk naar de Verenigde Staten ondertekend. De aankoop van Louisiana is daarmee een feit.
- 20 - Louis Antoine Henri de Bourbon, de hertog van Edingen, wordt op beschuldiging van samenzwering tegen Napoleon terechtgesteld. De prins kwam pas de dag daarvoor aan in Parijs, nadat een regiment uit Straatsburg het keurvorstendom Baden was binnengevallen om hem te pakken.
- 21 - De Code Napoleon wordt ingevoerd in Frankrijk en zijn bezette gebieden, zoals de Zuidelijke Nederlanden.

april
- 24 - Engelsen veroveren Fort Nieuw-Amsterdam in Suriname.
- 25 - Stichting van Uitenhage in de Oost-Kaap door Jacob Glen Cuyler.

mei
- 12 - Frankrijk sluit een verdrag met Bentheim-Bentheim. Het aan het keurvorstendom Hannover verpande graafschap kan door een betaling van 800.000 frank aan Frankrijk worden ingelost.
- 14 - De Lewis en Clarck expeditie vertrekt van Camp Dubois om het gigantische achterland van de nu meer dan verdubbelde Verenigde Staten te gaan verkennen.
- 18 - De Franse Senaat roept Napoleon Bonaparte tot keizer uit.
- 20 - Landerij Steenrijk (Curaçao)wordt aangekocht en omschreven als een "stuk grond", wat wil zeggen dat het een perceel betreft met hoogstens strohutten

juni
- 23 - Verdrag tussen Oostenrijk en het vorstendom Nassau-Oranje-Fulda. Oranje staat aan Oostenrijk af tegen een jaarrente: de rijksheerlijkheden Blumenegg en St. Gerold, verder de Pflege Bandern, de heerlijkheid Liebenau, de exclaves in het graafschap Tettnang van het ambt Bodenegg, de voogdij Hofen aan de Bodensee, de hoven in het dorp Bayenfurt en het ambt Ausnang.

juli
- 11 - De Amerikaanse vicepresident Aaron Burr lost in een duel een dodelijk schot op oppositieleider Alexander Hamilton.
- 15 - De eerstesteenlegging voor de Tongerseweg door de Franse prefect Pierre Loysel, die de weg Route Napoleon doopt.
- 16 - De regerende dynastie van het graafschap Fugger-Mickhausen sterft uit.

augustus
- 11 - Keizer Frans II van het Heilige Roomse Rijk, roept zichzelf tot keizer van Oostenrijk uit (als Frans I). Daardoor voert hij gedurende een paar jaar twee keizertitels. De tweede titel is erfelijk; de keizer van het Roomse Rijk werd door de keurvorsten gekozen.

september
- 15 - Napoleon heeft de Bataafse gezant Rutger Jan Schimmelpenninck naar Keulen ontboden en bespreekt met hem de toekomst van het Bataafs Gemenebest. De keizer wil af van het Staatsbewind en oppert dat Schimmelpenninck het land gaat leiden. Voor het eerst dreigt hij met inlijving.
- 27 - De top van de Ortler wordt voor het eerst beklommen door jager Josef Pichler in opdracht van

aartshertog Johan van Oostenrijk.
oktober
- oktober - De protestanten van Brussel krijgen bij octrooi van het Franse bewind de Hofkapel voor hun eredienst. Deze was door Karel van Lotharingen gebouwd in 1760.

december
- 2 - In bijzijn van Paus Pius VII kroont Napoleon Bonaparte zichzelf in de Notre Dame van Parijs tot Napoleon I, keizer der Fransen.
- 8 - De Haïtiaanse leider Jean-Jacques Dessalines roept zich in navolging van Napoleon ook uit tot keizer.
- 18 - Het Staatsbewind voert de eerste uniforme spelling van de Nederlandse taal in, zoals voorgesteld door de Leidse hoogleraar Matthijs Siegenbeek.

zonder datum
- Joseph-Marie Jacquard vindt het naar hem genoemde jacquardgetouw uit in Lyon (volgens sommige bronnen 1801).
- De Russisch-Perzische Oorlog (1804-1813) breekt uit.
- Napoleon Bonaparte geeft Lokeren stadsrechten. In deze tijd heeft dat nog slechts symbolische betekenis.

## Muziek
- Johann Nepomuk Hummel componeert Sechs Deutsche Tänze voor orkest, opus 16
- Antonio Salieri componeert zijn Requiem in c kl.t.
- Ludwig van Beethoven schrijft zijn Pianosonate nr. 21 (in C opus 53): de Waldsteinsonate.

## Bouwkunst

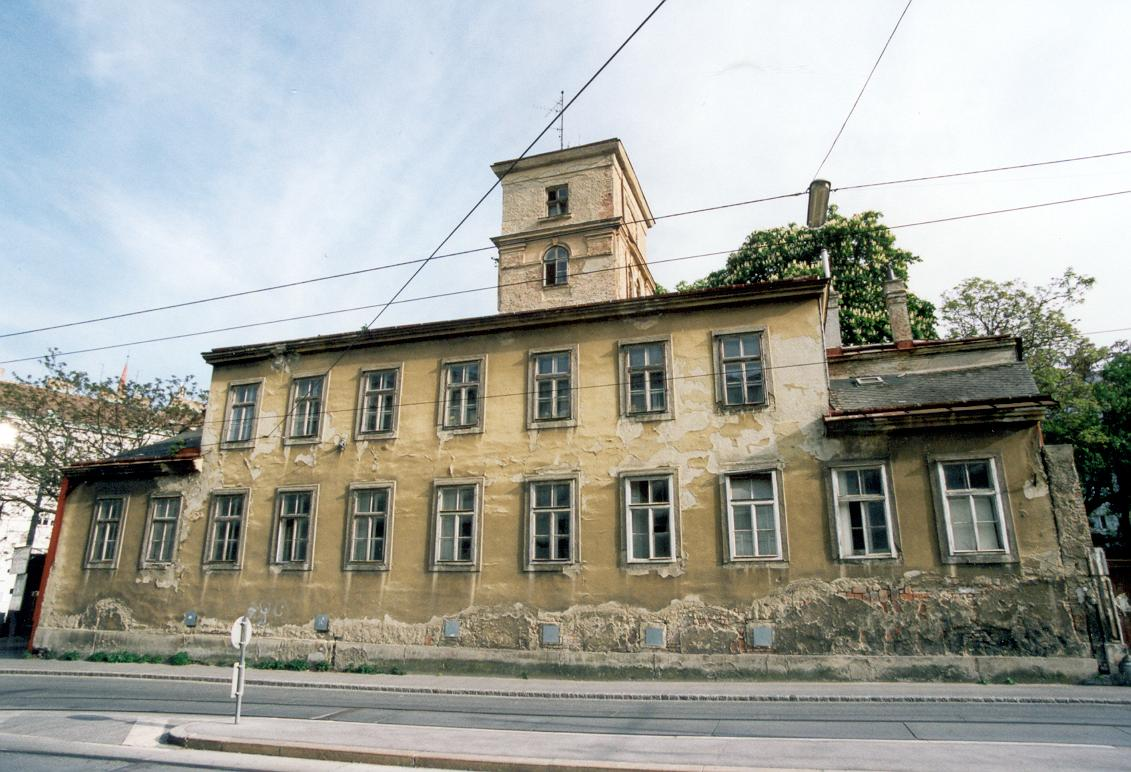
Joseph Kornhäusel, Wenen

## Geboren
januari
- 26 - Eugène Sue, Frans schrijver (overleden 1857)
- 29 - Arend Roodenburg, Nederlands architect (overleden 1884)

februari
- 12.- Jan Adam Kruseman, Nederlands portretschilder (overleden 1862)

april
- 15 - Marcantonio Pacelli, Italiaans advocaat en pauselijk adviseur (overleden 1902)

mei
- 13 - Aleksej Chomjakov, Russisch filosoof en dichter en een van de grondleggers van de slavofiele beweging (overleden 1860)

juli
- 1 - George Sand, Frans schrijfster (overleden 1876)
- 1 - Michail Glinka, Russisch componist (overleden 1857)
- 4 - Nathaniel Hawthorne, Amerikaans schrijver en diplomaat (overleden 1864)
- 20 - Richard Owen, Brits bioloog (overleden 1892)
- 28 - Ludwig Feuerbach, Duits filosoof (overleden 1872)

oktober
- 11 - Napoleon Lodewijk Bonaparte (overleden 1831)
- 14 - Carl Timoleon von Neff, Russisch kunstschilder en kunstverzamelaar (overleden 1877)
- 18 - Rama IV, Thais koning (overleden 1868)
- 24 - Wilhelm Eduard Weber, Duits natuurkundige en filosoof (overleden 1891)
- 28 - Pierre-François Verhulst, Belgisch wiskundige (overleden 1849)

november
- 6 - Petronella Voûte, directrice van een asiel voor prostituees (overleden 1877)
- 23 - Franklin Pierce, veertiende president van de Verenigde Staten (overleden 1869)

december
- 23 - Charles Augustin Sainte-Beuve, Frans schrijver en criticus (overleden 1869)

## Overleden
februari
- 6 - Joseph Priestley (70), Engels filosoof, theoloog en chemicus
- 12 - Immanuel Kant (79), Duits filosoof

mei
- 7 - Jezzar Pasja, Ottomaans gouverneur

juli
- 12 - Alexander Hamilton (47 of 49), Amerikaans politicus, militair, advocaat en econoom

augustus
- 11 - George Shuckburgh-Evelyn (52), Brits wiskundige en astronoom

november
- 5 - Betje Wolff (66), Nederlands schrijfster
- 14 - Aagje Deken (62), Nederlands schrijfster